# Arma antisatélite

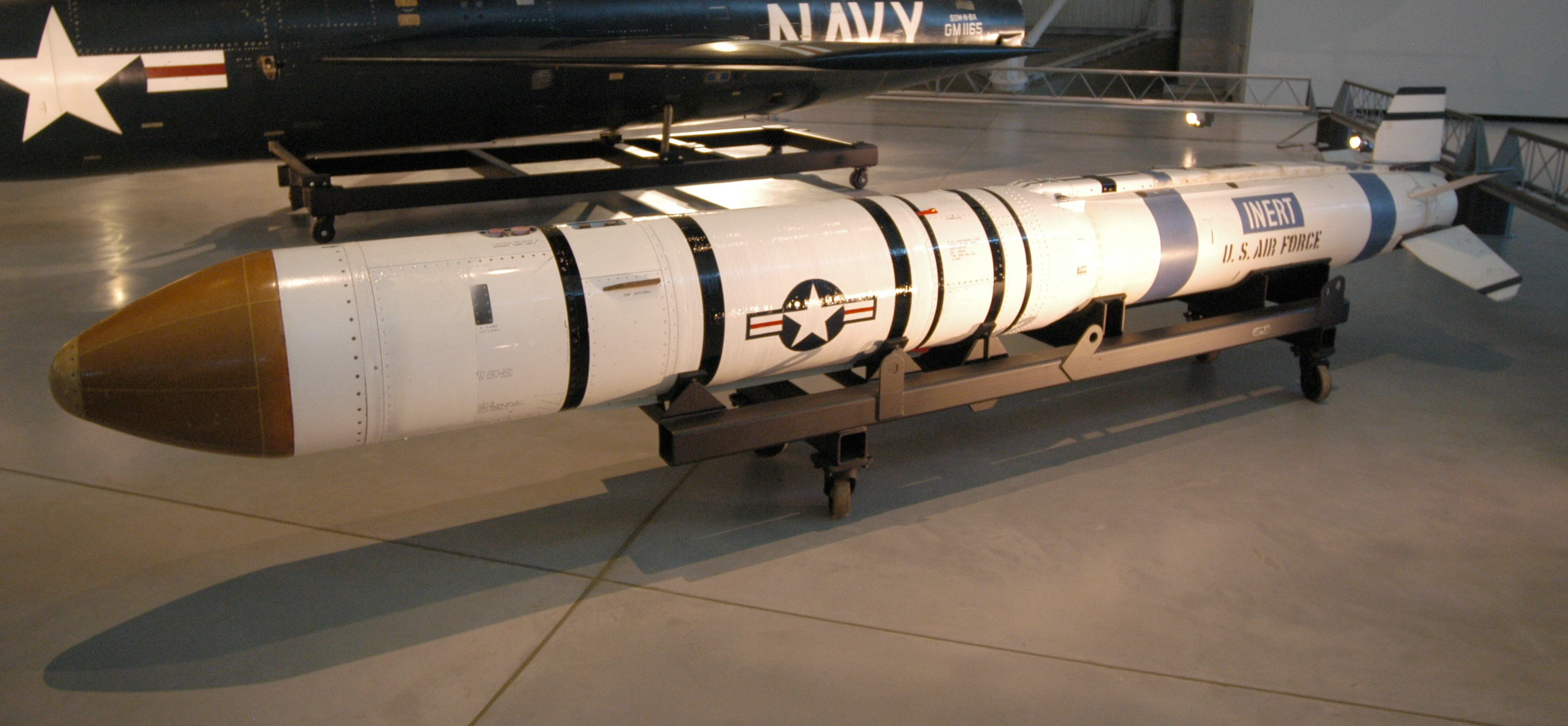
Misil ASM-135 ASAT.

Un arma antisatélite (en inglés ASAT, anti satellite activities) es un arma espacial diseñada para incapacitar o destruir satélites con fines estratégicos militares. Actualmente, los Estados Unidos, Rusia, India y la República Popular de China son los únicos que se conoce que han desarrollado este tipo de armamento. Durante los años 1960, la URSS hizo los primeros experimentos con su serie de satélites destructores Istrebitel Sputnikov (IS), que entraron en servicio en 1973. El 13 de septiembre de 1985 Estados Unidos destruyó el satélite Solwind utilizando un misil ASM-135 ASAT. El 11 de enero de 2007 China destruyó un viejo satélite de investigación climática. Asimismo, Estados Unidos destruyó el satélite de reconocimiento USA 193 que presentaba mal funcionamiento el 21 de febrero de 2008.

## Historia
El desarrollo y diseño de las armas antisatélite ha seguido diversos caminos. Los esfuerzos iniciales, por parte de Estados Unidos y la Unión Soviética, partían de utilizar misiles lanzados desde tierra (década de 1950) y poco después llegarían propuestas más ingeniosas y extravagantes.

### Prueba antisatélite china

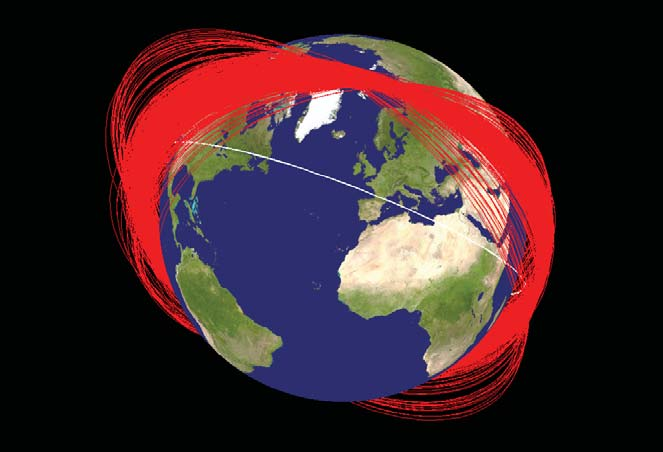
Los dibujos de los planos de órbitas conocidos de Fengyun-1C, un mes antes de su desintegración por un arma antisatélites china.

El 11 de enero de 2007, la República Popular China destruyó exitosamente un viejo satélite climático llamado FY-1C. Orbitaba la Tierra en una órbita polar a una altitud de aproximadamente 865 km, con una masa de cerca de 750 kg. Lanzado en 1999, fue el cuarto satélite de la serie Feng Yun.
La destrucción fue llevada a cabo por un misil SC-19 ASAT, que portaba una ojiva similar a la del Exoatmospheric Kill Vehicle estadounidense. El misil fue lanzado desde un vehículo transportador erector lanzador en el centro espacial de Xichang (28°14′49″N 102°01′30″E / 28.247, 102.025). La ojiva destruyó el satélite en una colisión directa a una velocidad relativa extremadamente alta. 